# Johann Joachim Winckelmann

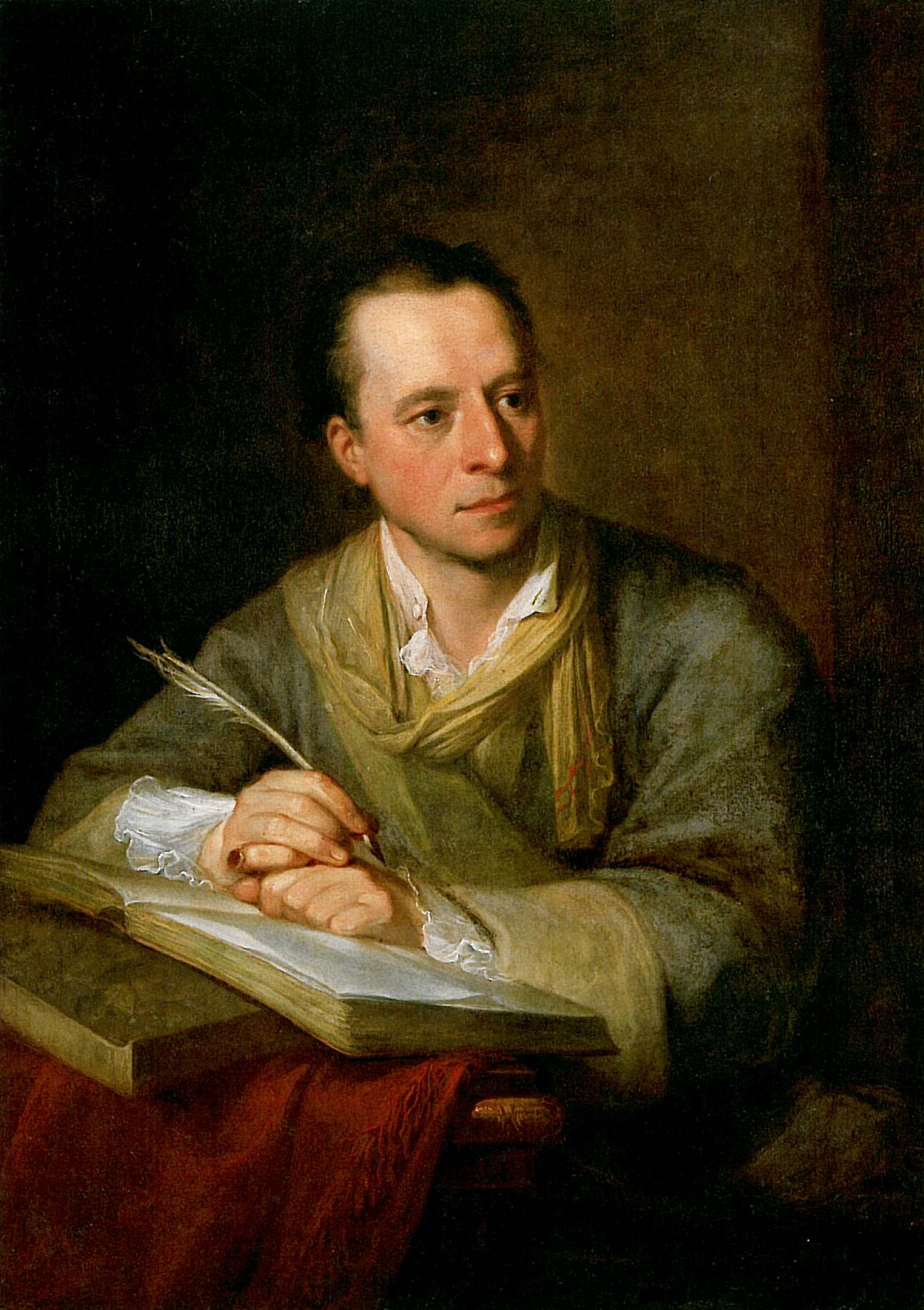
Retrato de Winckelmann por Angelica Kauffmann (1764).

Johann Joachim Winckelmann (Stendal, 9 de diciembre de 1717-Trieste, 8 de junio de 1768) fue un arqueólogo e historiador del arte alemán, considerado el fundador de la Historia del Arte y de la Arqueología como disciplina moderna. Resucitó la utopía de una sociedad helénica fundada en la estética a partir del viejo ideal griego de la kalokagathia, esto es, la educación de la belleza y de la virtud con referencia al espíritu neoclásico, siendo así uno de los grandes teóricos del movimiento.

## Años de formación
Nació el 9 de diciembre de 1717 en Stendal, Brandeburgo. Hijo de un zapatero, tras años de estudio acabó convirtiéndose en un gran experto en arquitectura de la antigüedad y el principal teórico del movimiento neoclásico del siglo xviii.
Desde el 15 de noviembre de 1734 hasta 1738 estudió cultura griega en el Instituto Salzwedel de Brandeburgo, basándose en los textos de Johann Mathias Gessner (1691-1761), la Chrestomathie, una colección de extractos de obras de Jenofonte, Platón, Teofrasto, Hesíodo y Aristóteles. El 4 de abril de 1738 se matricula en Teología en la Universidad de Halle, donde permanecerá dos años, ayudado por una beca de la Fundación Schönbeck. Durante los primeros cursos estudió a Epícteto, Teofrasto, Plutarco y Hesíodo. Asistió además a un seminario de J.H. Sulze sobre monedas griegas y romanas, tomando igualmente contacto con la mitología griega. En Halle siguió también a Joachim Lange (1670-1744), otro de los grandes del pietismo. En mayo de 1741, tras haber sido preceptor de hijos de familias nobles durante un año en Osterburg, va a estudiar a Jena, donde pasa otro año, volviendo a ejercer como profesor particular en Hadmersleben a partir de 1742. 
El 8 de abril de 1743 obtiene un puesto de maestro en la escuela de Seehausen, en la que permanece hasta 1748, período del que sabemos que continuó estudiando por su cuenta a los autores griegos, siendo su favorito Homero, seguido de Heródoto, Sófocles, Jenofonte y Platón. De 1748 a 1755 ejerció como bibliotecario en el palacio de Nöthnitz (Dresde) para la biblioteca de Heinrich von Bünau, que contenía 42 139 volúmenes, una de las mayores colecciones privadas alemanas de todo el siglo xviii.

## Años de prestigio

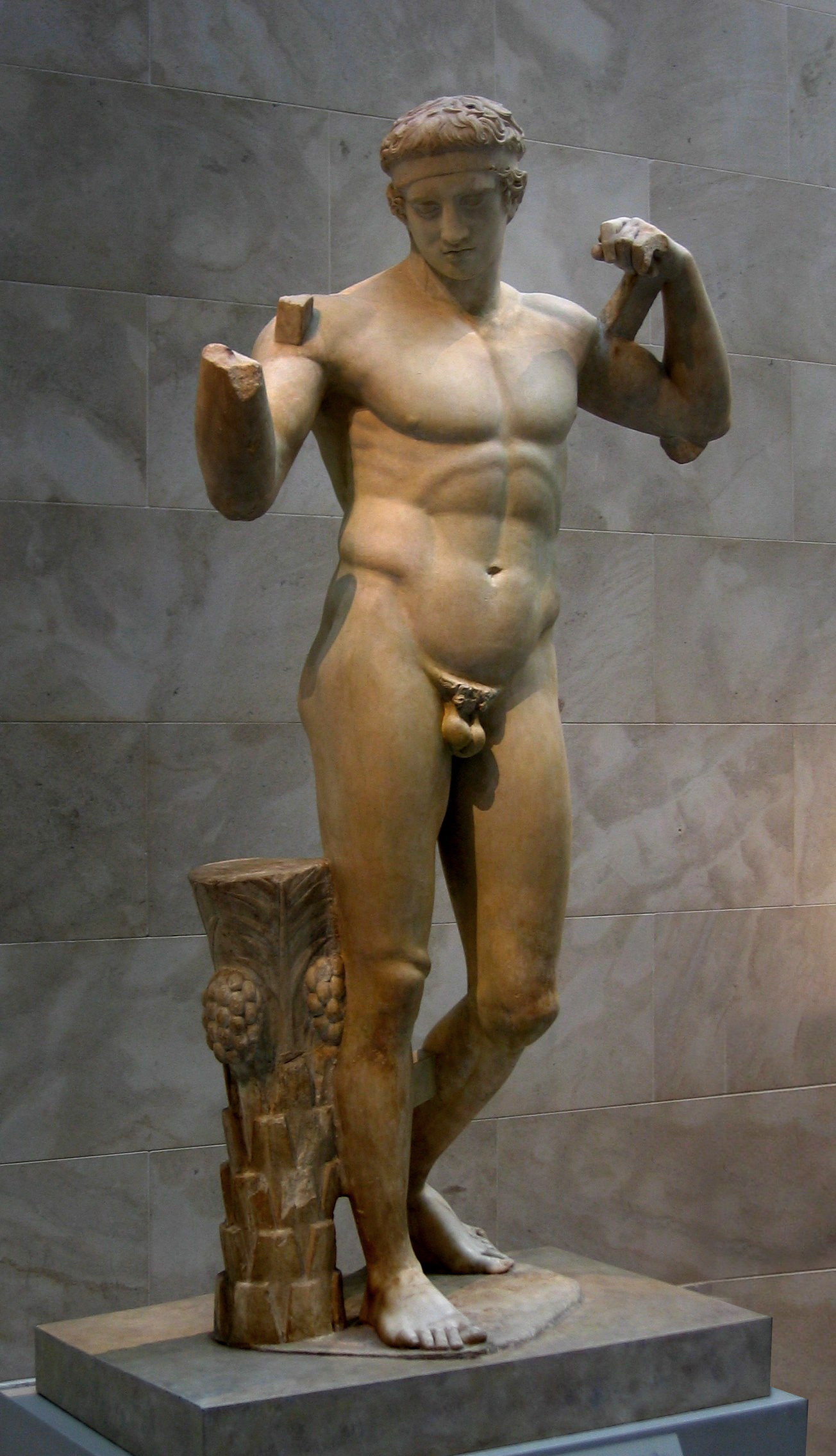
La escultura del clasicismo griego fue para Winckelmann el supremo ideal estético. Diadúmeno de Policleto, versión del Metropolitan Museum de Nueva York.

En 1755 publicó Gedanken über die Nachahmung der griechischen Werke in der Malerei und Bildhauerkunst (Reflexiones sobre la imitación de las obras griegas en la pintura y la escultura), que tuvo un éxito internacional. La primera versión de 1755 solo la editó Hagenmüller, un pequeño editor de Dresde, con 50 ejemplares, por orden del propio Winckelmann, según cuenta este a Berendis en una carta del 4 de junio de 1755. La escribió además en caracteres latinos y de manera austera, yendo así contra el manierismo, y en formato in quarto, lo que luego se llamaría “formato winckelmanniano”. Hoy solo se conserva un ejemplar en la Biblioteca Nacional de Sajonia. Con esta obra, que además ilustró su amigo Adam Friedrich Oeser, Winckelmann se despediría de Nöthnitz. Se convirtió al catolicismo por cuestiones eruditas y viajó a Roma con el objetivo de estudiar las ruinas de la antigüedad in situ. Trabajó como bibliotecario y conservador de las colecciones del cardenal Albani y fue nombrado presidente inspector de las antigüedades de Roma en 1763. 
Desde su llegada a Roma, publicó obras que influyeron enormemente en las teorías estéticas de la época. Adversario del Barroco y del Rococó, estaba convencido de que el ideal de la belleza constituye una realidad objetiva que puede ser descubierta conociendo las grandes obras de la Antigüedad, sobre todo las griegas. Su enorme conocimiento de las obras griegas y romanas lo adquirió trabajando en la Ciudad del Vaticano y en las visitas a las excavaciones de Herculano y Pompeya y del Museo Real de Portici. Este bagaje fue puesto al servicio de lo que consideraba como su misión: formar el gusto de la intelectualidad de Occidente. La fórmula que encontró para caracterizar lo esencial del arte griego, «noble simplicidad y serena grandeza», inspiró a artistas como Jacques-Louis David, Benjamin West y Antonio Canova, sin olvidar a teóricos del arte y escritores alemanes como Lessing, Goethe y Schiller.
Winckelmann rechaza la naturaleza sensual del arte, manifestación de las pasiones del alma, e inventa la «Belleza antigua», muy unida a la blancura del mármol (en esa época se ignoraba que en la Antigüedad esculturas, relieves y templos eran policromados); su estética se funda en la idealización de la realidad y está condicionada por la libertad política, la democracia. Basándose en los trabajos del Conde de Caylus, contribuyó a transformar la arqueología, que hasta entonces tenía carácter de pasatiempo para los coleccionistas ricos, en una ciencia. 
Su obra principal es la Historia del Arte de la Antigüedad (1764), en la que distingue cuatro fases en el arte griego: el estilo antiguo, el estilo elevado, el estilo bello y la época de los imitadores, que tienen siempre cotización (estilo arcaico, primer clasicismo del siglo V a. C., después segundo clasicismo del siglo IV a. C., finalmente estilo helenístico). Concibe esta sucesión a semejanza de la evolución biológica de un organismo vivo.
En 1763 escribió para el joven aristócrata báltico Friedrich von Berg el Tratado sobre la capacidad para sentir lo Bello, donde afirma:

Como la belleza humana ha de ser concebida, para ser comprendida, en una sola idea general, me he fijado que los que no están atentos a la belleza del sexo femenino y los que no o no mucho para la del nuestro tienen raramente la facultad innata, global y viva de sentir la belleza en el arte. Esta belleza les parecerá imperfecta en el arte de los griegos, ya que las mayores bellezas de éstos se fijan más en nuestro sexo que en el otro.

Visitó Nápoles en 1765 y nuevamente en 1767, y escribió para el elector de Sajonia Briefe an Bianconi (Cartas a Bianconi), que fue publicado once años después de su muerte en la Antología romana.

## Fallecimiento
Fue asesinado a su paso por Trieste el 8 de junio de 1768, en su habitación, por Francesco Arcangeli, un delincuente común que se hospedaba en el mismo hostal y al cual había enseñado unas medallas antiguas que la emperatriz María Teresa le había dado. Sus restos descansan en la catedral de Trieste.
Muchos arqueólogos del mundo clásico, así como varios Institutos de arqueología, consideran y celebran su fecha de nacimiento, el 9 de diciembre, como «el día de Winckelmann».

## Obras y  pensamiento estético

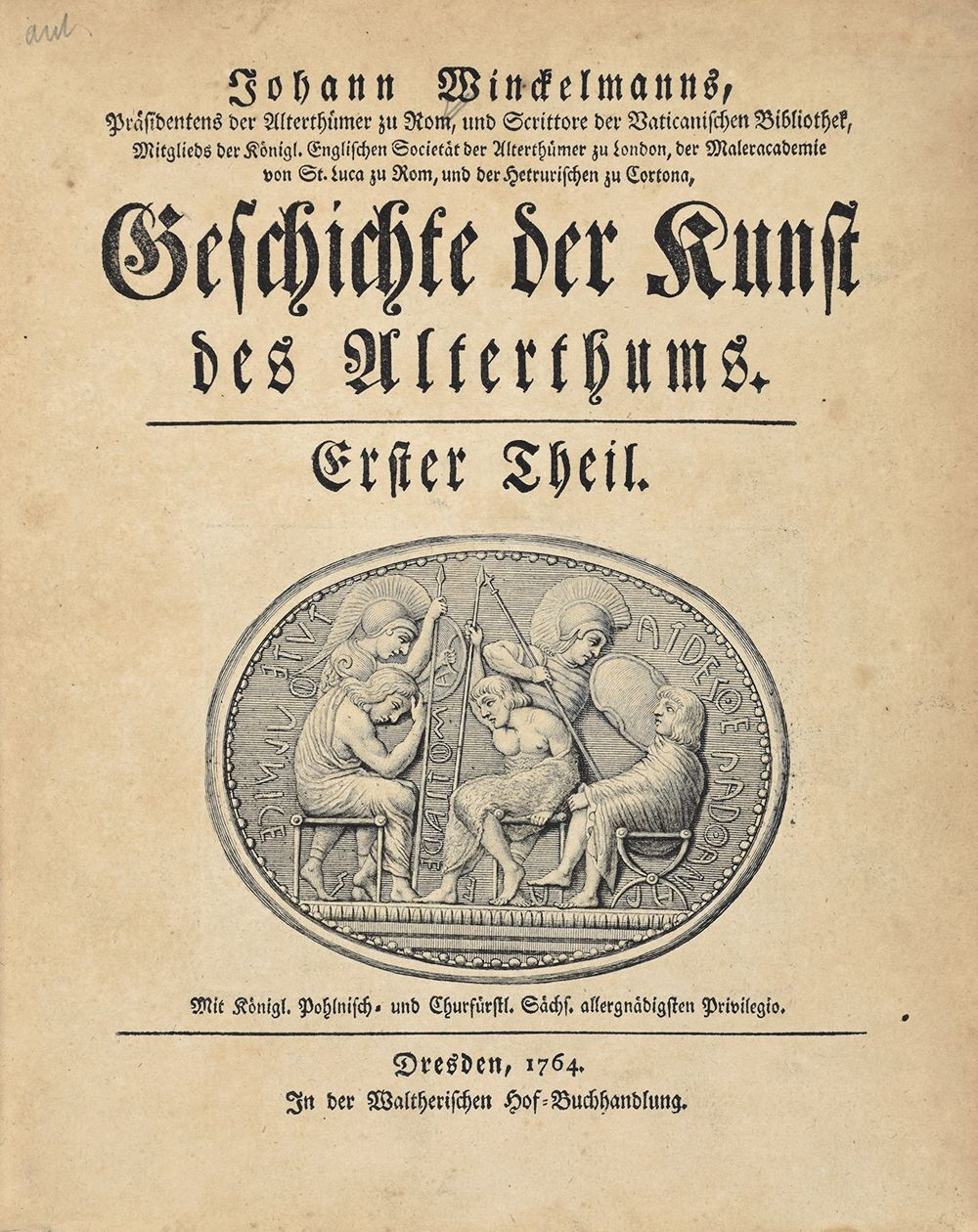
Portada de Geschichte der Kunst des Altertums, Dresde, 1764.

El Neoclasicismo, movimiento que se extendió por Europa en el siglo xviii y parte del xix, debe mucho a este autor. La idea principal de Winckelmann era que el arte clásico, griego y romano, había conseguido la perfección, y como tal debía ser recuperado literalmente, porque según Winckelmann: «La única manera de llegar a ser grandes, si es posible, es con la imitación de los griegos.»
Su obra maestra, la Geschichte der Kunst des Altertums (Historia del arte de la Antigüedad), publicada en Dresde en diciembre de 1764, con fecha de 1763, pronto fue reconocida como una contribución importante para el estudio de las obras de arte de la Antigüedad. En este trabajo, el arte antiguo es considerado como el producto de ciertos círculos políticos, sociales e intelectuales que fueron la base de la actividad creativa y el resultado de una sucesiva evolución. De este modo, funda su partición cronológica, desde el origen del arte griego al Imperio romano, en un análisis estilístico, pero no sin equívocos considerables.
Un error en el que Winckelmann incurre en su veneración por la escultura griega, es su valoración de la blancura del mármol como uno de sus mayores encantos. Pero desde finales del siglo xix se sabe, sin sombra de duda, que las estatuas de mármol griego (y también los templos) estaban completamente cubiertos de color (sobre todo rojo, negro y blanco). Tratándose de colores naturales (tierras, tintes vegetales y animales), eran inestables y solubles, por lo que desaparecieron debido al paso del tiempo y a la acción del clima, dejando como mucho solo algunas trazas.
Winckelmann idealiza la figura humana desnuda, preferentemente masculina; lo perfecto para él es un desnudo de Fidias del Partenón, las esculturas que siguen el canon de Policleto, los atletas de Lisipo y los modelos de Praxíteles. En Reflexiones sobre el arte griego en la pintura y la escultura, imagina la «belleza ideal» capturada en las blancas estatuas, cuyos cuerpos correspondían a «verdaderos» atletas de la época, lo que habría sido el resultado de la práctica de un ejercicio físico intenso. Imagina al «espartano» como un hombre excepcional, «que en su infancia fue siempre libre; a la edad de siete años dormía en la tierra desnuda, educado en la lucha y la natación». Los cuerpos espartanos, así, habrían conseguido su aspecto mediante el ejercicio y eran los ideales masculinos que los escultores reproducían en las estatuas.

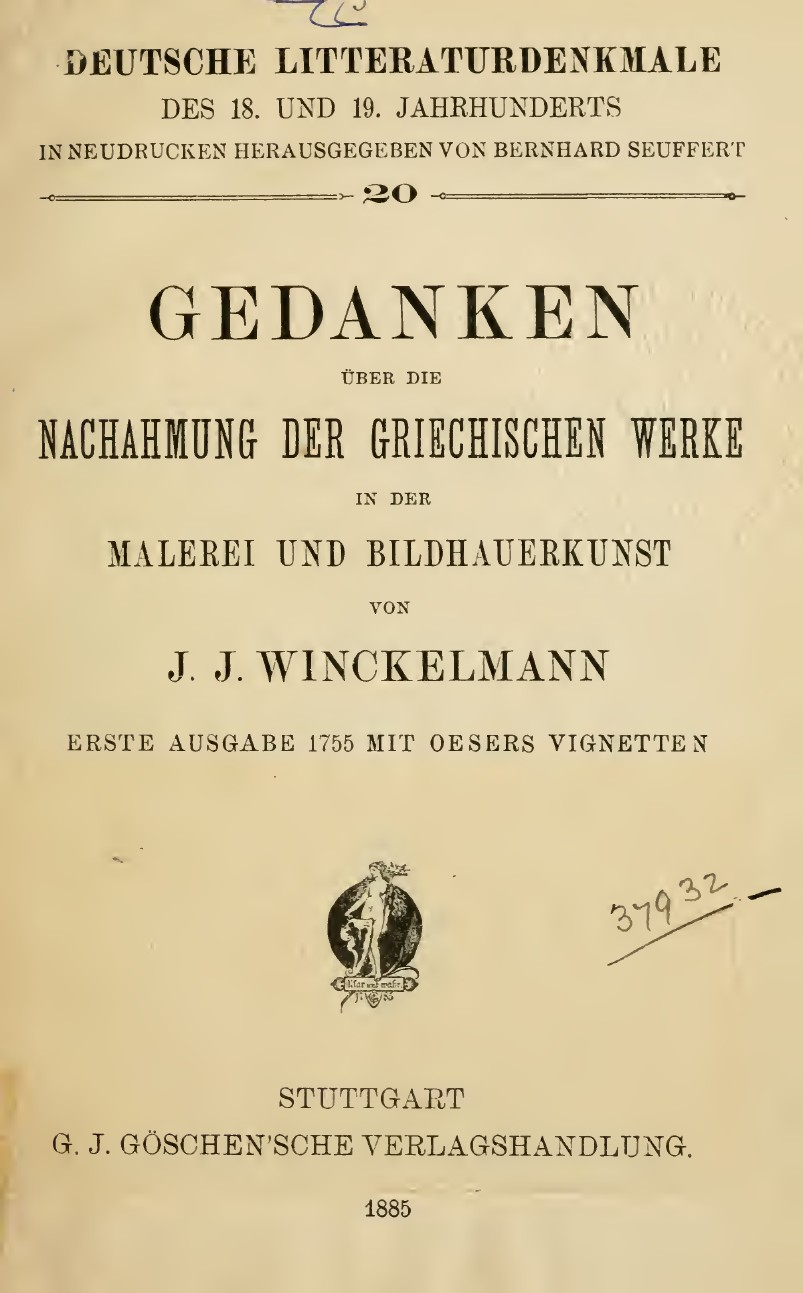
Gedanken über die Nachahmung der griechischen Werke in der Malerei und Bildhauerkunst (1885).

La idea fundamental de su teoría es que la finalidad del arte es la belleza pura, y que este objetivo solo puede lograrse cuando los elementos individuales y los comunes son estrictamente dependientes de la visión global del artista. El verdadero artista selecciona los fenómenos de la naturaleza adaptándolos a través de la imaginación, con la creación de un tipo ideal de belleza masculina, que se caracteriza por «edle Einfalt und stille Größe» ('la noble simplicidad y silenciosa grandeza'), un ideal de virilidad, el estereotipo masculino. En este tipo ideal se mantienen las proporciones naturales y normales de las partes, tales como los músculos y las venas, que no rompen la armonía del conjunto. Para forjar estas teorías estéticas, además de las obras de arte que él había estudiado (en gran parte copias romanas que erróneamente consideraba originales), se basó en la información dispersa que sobre el tema se podía encontrar en las fuentes antiguas. Su amplio conocimiento y una activa imaginación le permitieron ofrecer sugerencias útiles para los períodos de los que entonces se tenía poca información directa. 
Muchas de sus conclusiones se basan en el estudio y la observación de copias romanas de originales griegos, aspectos que han sido superados en gran parte; pero el verdadero entusiasmo por las obras, su estilo literario, en general agradable, con sus vívidas descripciones, hacen la lectura útil e interesante. Los contemporáneos percibieron el trabajo de Winckelmann como una revelación. Ejerció una profunda influencia en las mentes más brillantes de la época. Fue leído con gran interés por Lessing, quien había encontrado en las primeras obras de Winckelmann la inspiración para su Laocoonte.
Contribuyó con varios ensayos a la Bibliothek der schönen Wissenschaften und der freyen Künste. En 1766 publicó su Versuch einer Allegorie, besonders für die Kunst. De mucha mayor importancia fue la obra Monumentos antiguos inéditos, con un prefacio titulado Tratado preliminar, donde presentó un esquema general para la historia del arte. Sus explicaciones fueron de gran utilidad en la arqueología, mostrando que para muchas obras de arte relacionadas con la historia de Roma, la primera fuente de inspiración se encuentra en Homero. 
Una edición de sus obras fue iniciada por Fernow en 1808 y completada por Meyer y Schulze en los doce años sucesivos. Un importante estudio de sus obras y su carácter se encuentra en la obra de Goethe, Winckelmann und sein Jahrhundert (Winckelmann y su siglo, 1805), con aportaciones de Meyer y Wolf, y Renacimiento de Walter Pater (1902). La mejor biografía sigue siendo la de Carl Justi, Winckelmann und seine Zeitgenossen (Winckelmann y sus contemporáneos, II ed., 3 vols., Leipzig, 1898).